# ديفيد فوربس مارتين
ديفيد فوربس مارتين (بالإنجليزية: David Forbes Martyn)‏ هو عالم أسترالي، ولد في 27 يونيو 1906 في Cambuslang ‏ في المملكة المتحدة، وتوفي في 5 مارس 1970 في Camden, New South Wales ‏ في أستراليا.